# 昏果岛
昏果岛（越南语：／），又称老虎岛，是南中国海（越南称为“东海”）上的一个岛屿，在主权上属于越南，行政区划上属越南广治省昏果岛县管辖。
昏果岛的面积为2.3平方（0.89平方英里），呈等距形狀的山丘，最高點為63（207英尺）。 這是一個年輕的火山島，由新近紀第四紀玄武岩和玄武凝灰岩組成。截止2003年岛上人口为400人。该岛与广治省的永灵县隔海相望。根据1994年的考古发掘表明，早在石器时代，便有占婆人在该岛居住。阮朝时期，昏果岛是犯人的流放地。
昏果岛属越南海军第3海区巡防。昏果岛原本属于永灵县附属岛屿，因其在南中国海的重要战略地位，于2004年10月1日被划出单独建县。

## 名稱
阮朝時，昏果島的漢文名是“草嶼”，越南語名為Cồn Cỏ、Hòn Cỏ、Con Cọp、Hòn Mệ，“Hòn”、“Cồn”都是“島嶼”的意思，“昏果”是“Hòn Cỏ”的音譯，“Con Cọp”又譯作“老虎島”。